# Мчинджі
Мчи́нджі (англ. Mchinji) — селище, центральний населений пункт та адміністративний центр дистрикту Мчинджі Центрального регіону Малаві.
Населення — 28011 осіб (2018, 17881 у 2008, 11408 у 1998, 4921 у 1987, 1962 у 1987).